# Marsdenia brachyloba
Marsdenia brachyloba är en oleanderväxtart som beskrevs av Michael George Gilbert och P. T. Li. Marsdenia brachyloba ingår i släktet Marsdenia och familjen oleanderväxter. Inga underarter finns listade i Catalogue of Life.